# Conopidae
Conopide
Famille
Les Conopidae (ou Conopides et Conopidés) sont une famille de mouches de formes, tailles et couleurs variées, appartenant à l'ordre des diptères et comprenant 808 espèces. Elles se rencontrent sur la totalité des terres émergées excepté l'Antarctique et les îles du Pacifique. 85 espèces sont présentes en Europe, dont 60 en France. L'éthologie d'une grande partie de ces espèces est inconnue ; pour celles dont elle a été étudiée, la larve est obligatoirement endoparasite d'autres insectes, en particulier les hyménoptères pollinisateurs.

## Histoire des découvertes

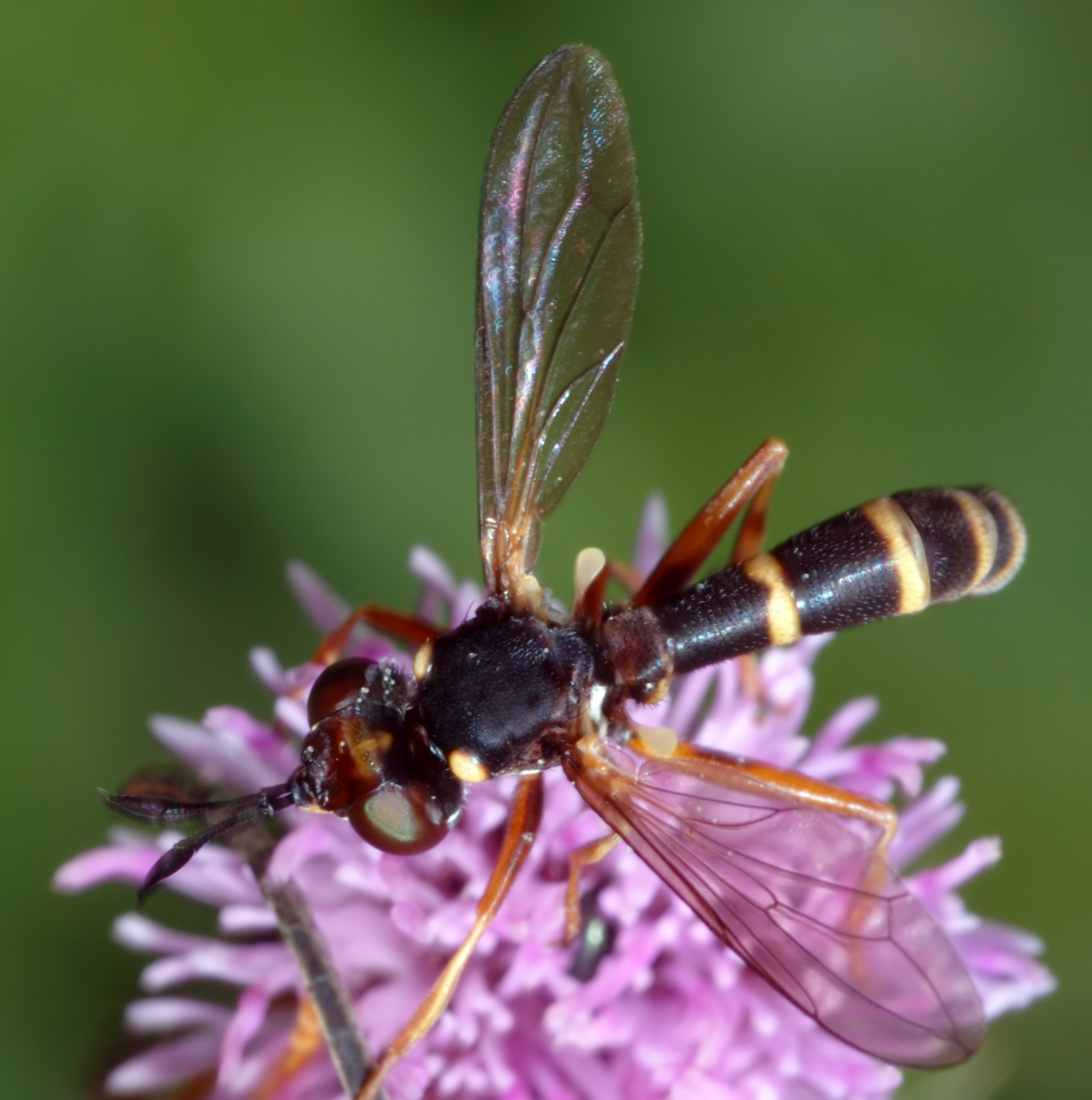
Conops quadrifasciatus, le Conops à 4 bandes.

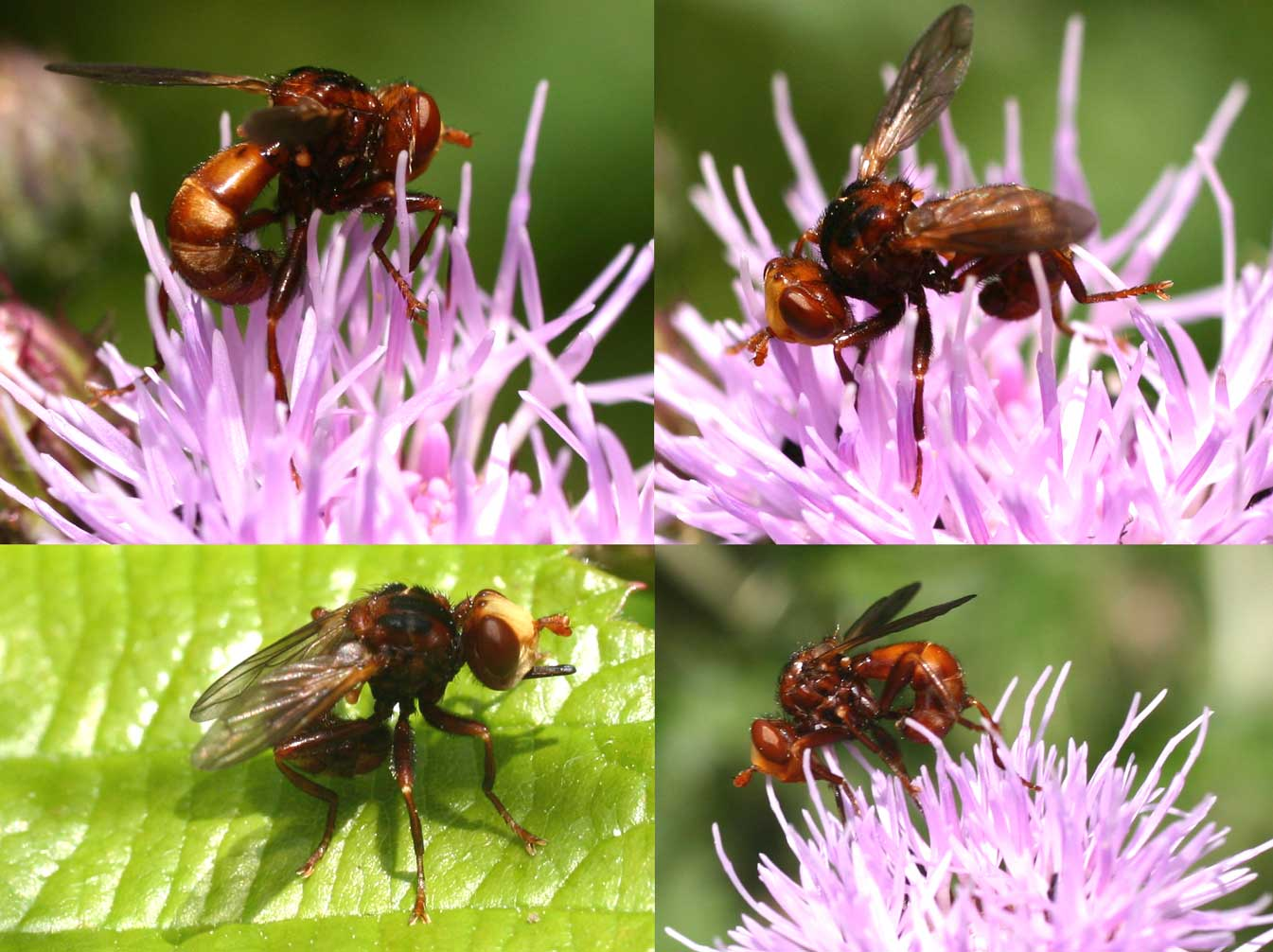
Sicus ferrugineus, position caractéristique de l'abdomen replié.

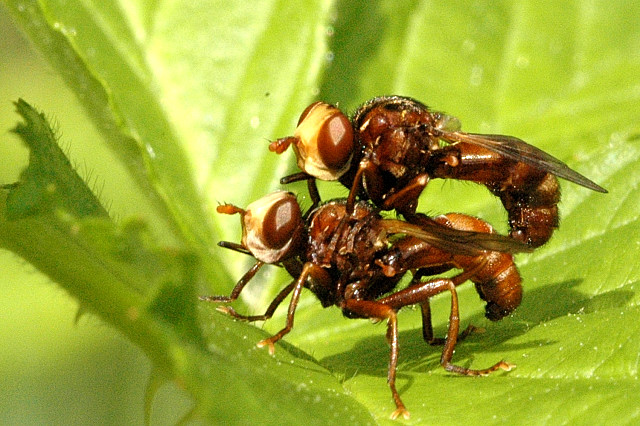
Sicus ferrugineus, accouplement.

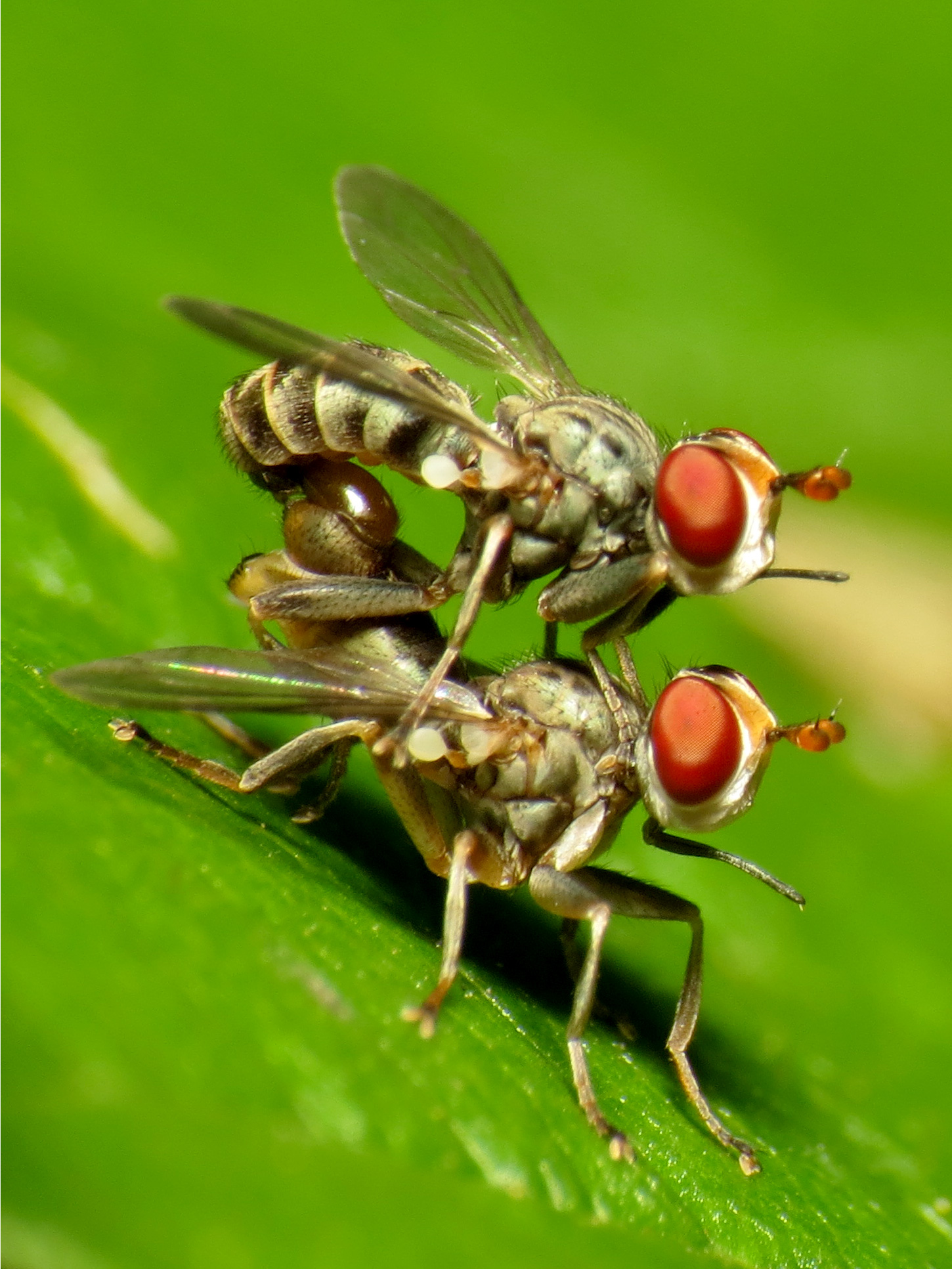
Accouplement de Zodion indéterminés.

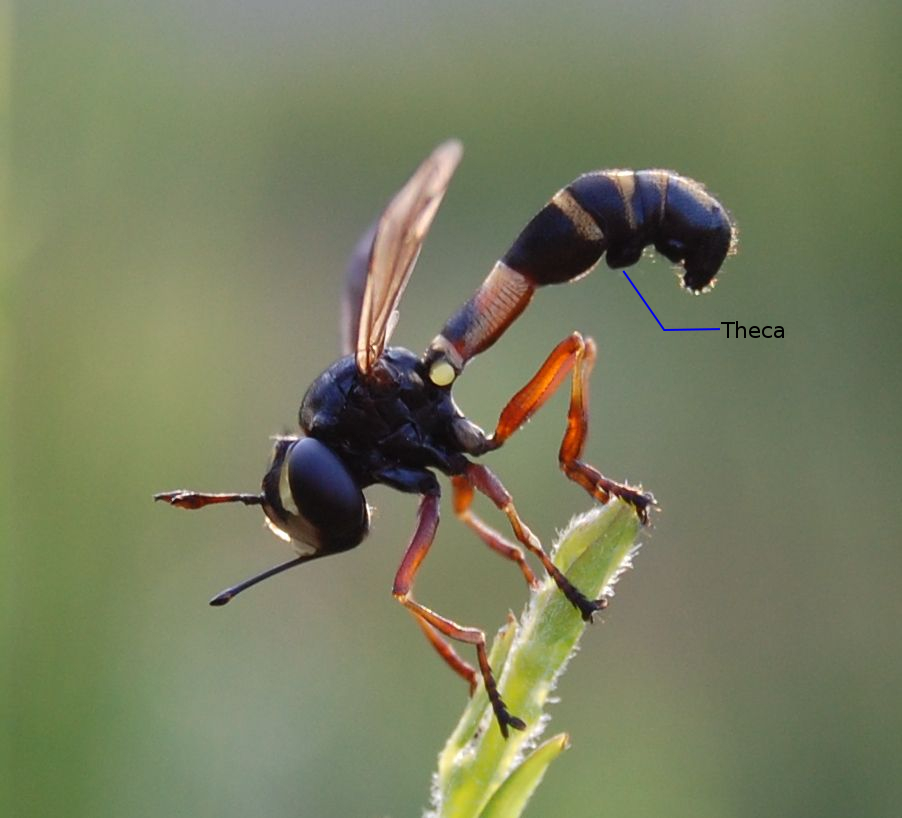
Physocephala. Theca bien visible, sous le cinquième segment de l'abdomen. Lors de l’attaque, elle permet aux femelles de s'accrocher à leurs hôtes à la manière d'une ventouse afin de déposer des œufs sur le corps des victimes grâce à leur ovipositeur.

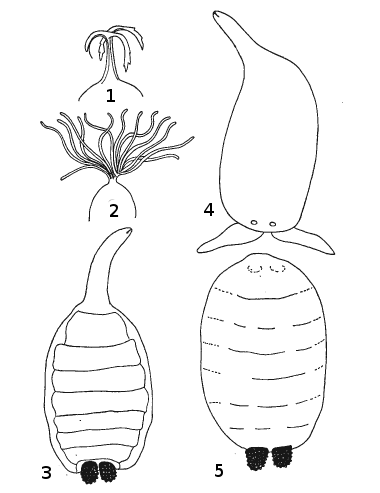
Étapes immatures d'un Conopidae, 1 : Sicus, structure micropillaire des œufs; 2 : Physocephala, idem; 3 : Physocephala, troisième stade larvaire; 4 : Zodion, idem; 5 : Physocephala, pupe.

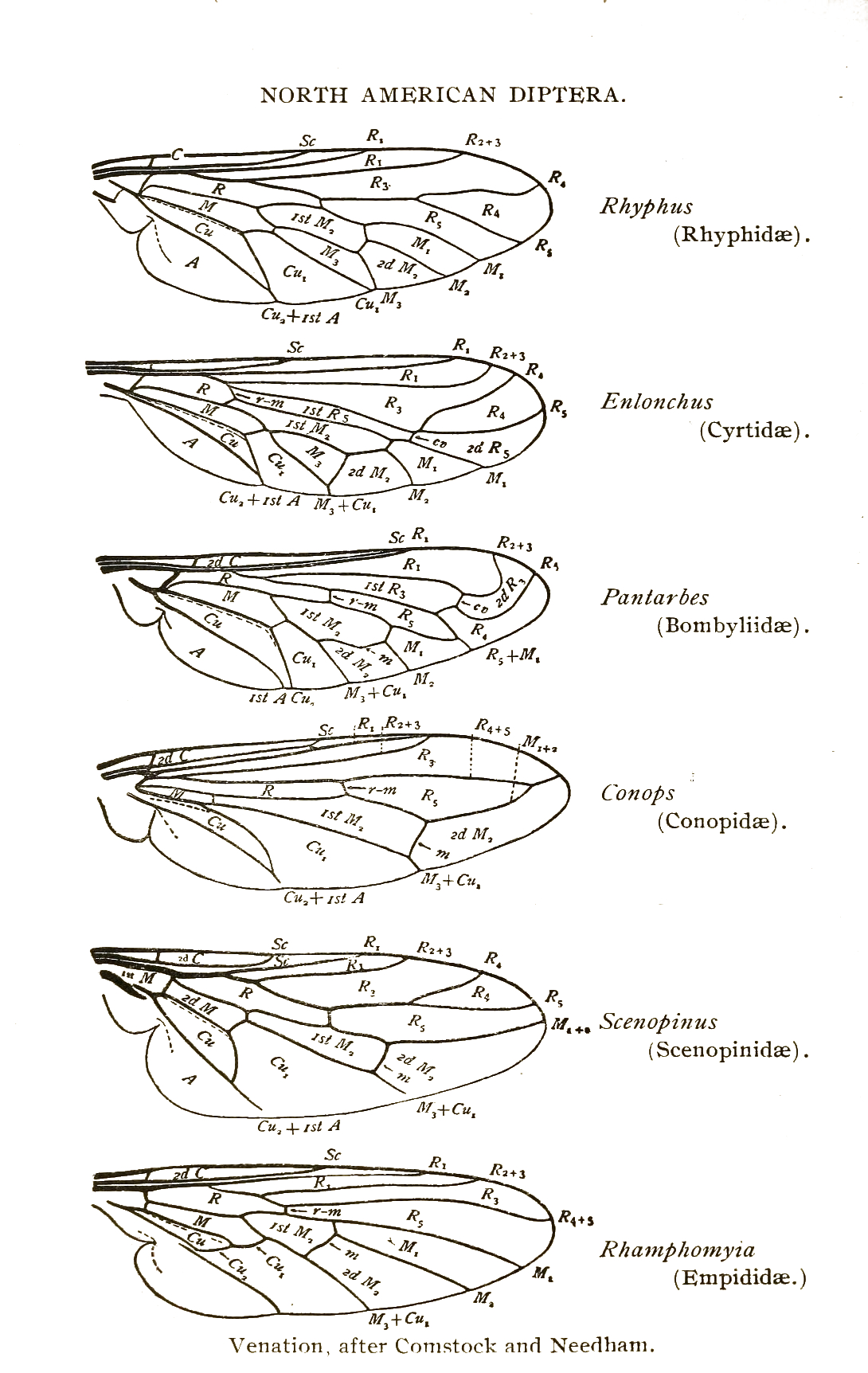
Comparaison d'ailes de différents Diptères. Les Conopidae (Fig. 4) sont reconnaissables aux nervures de l'aile : la première cellule postérieure (R 5) est rétrécie ou fermée et la cellule anale (Cu) est longue.

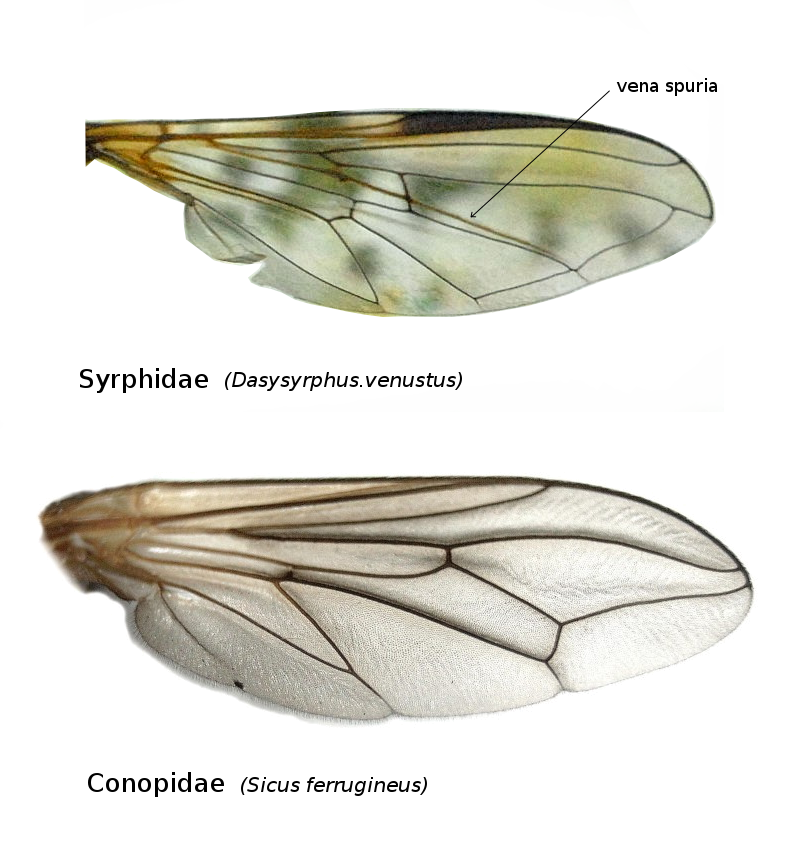
Les Conopidae peuvent être distingués des Syrphidae par l'absence de fausse veine (vena spuria) sauf chez Physoconops.

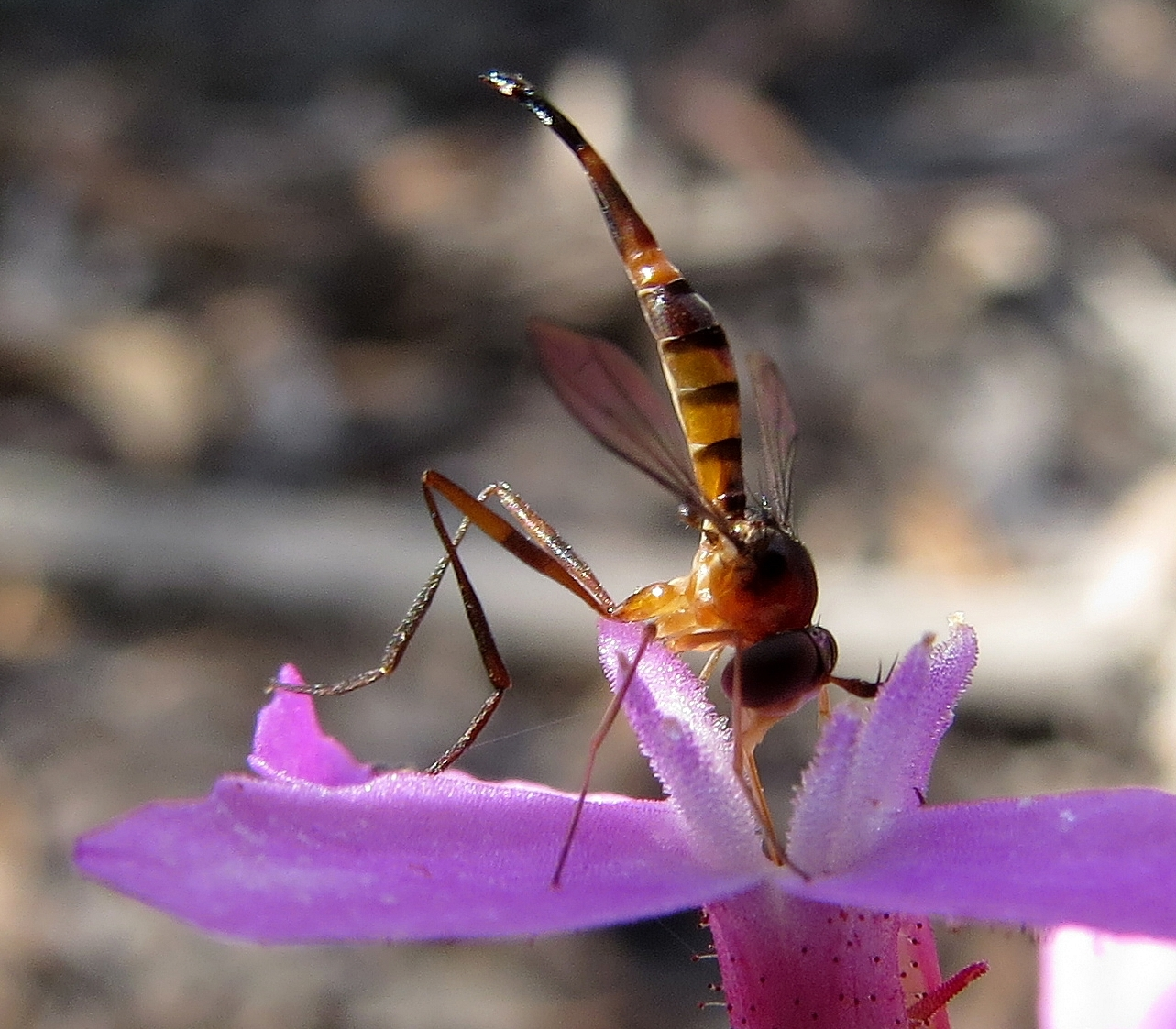
Stylogaster macalpini, ovipositeur caractéristique du genre Stylogaster.

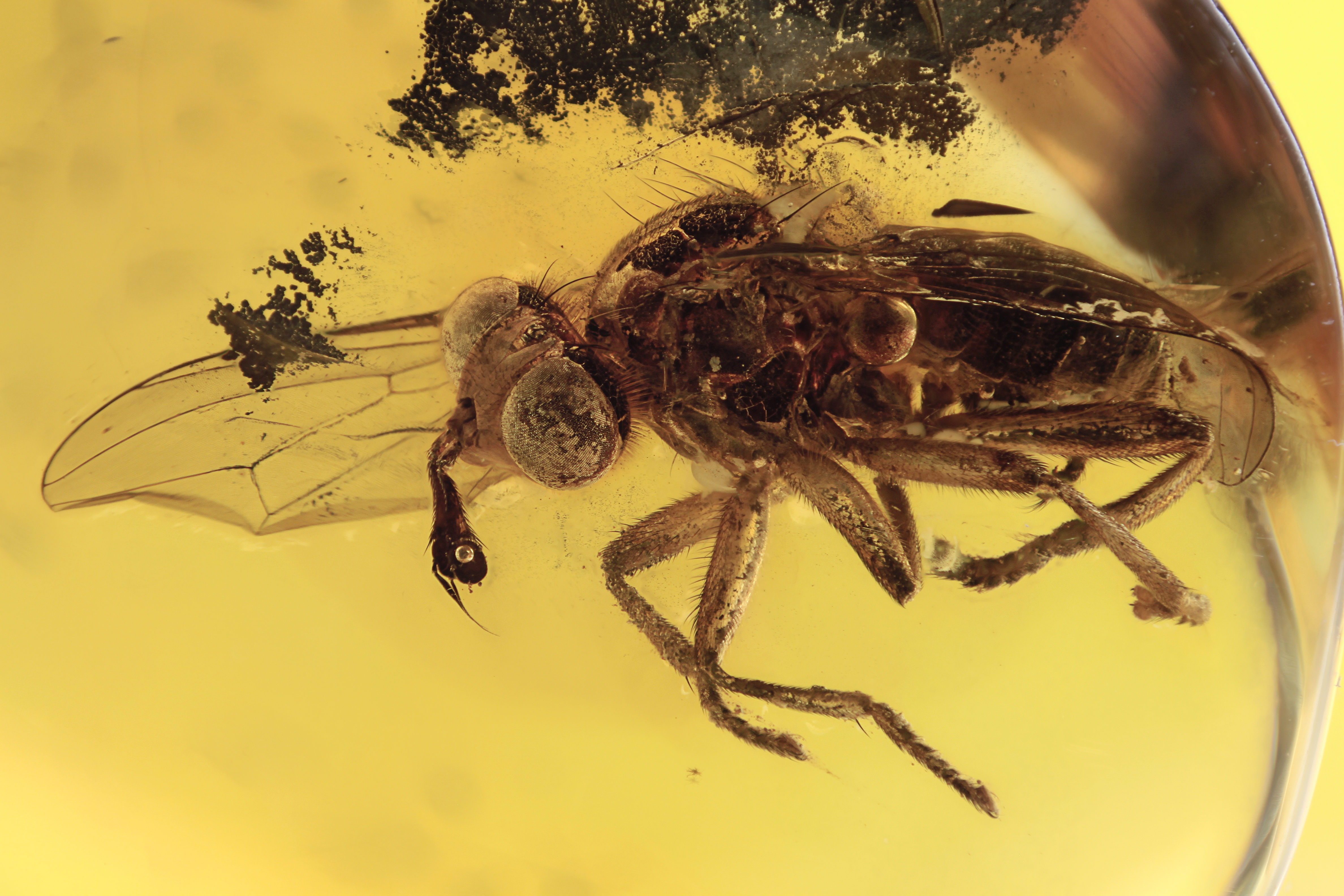
Palaeomyopinae incluse dans de l'ambre de la Baltique.

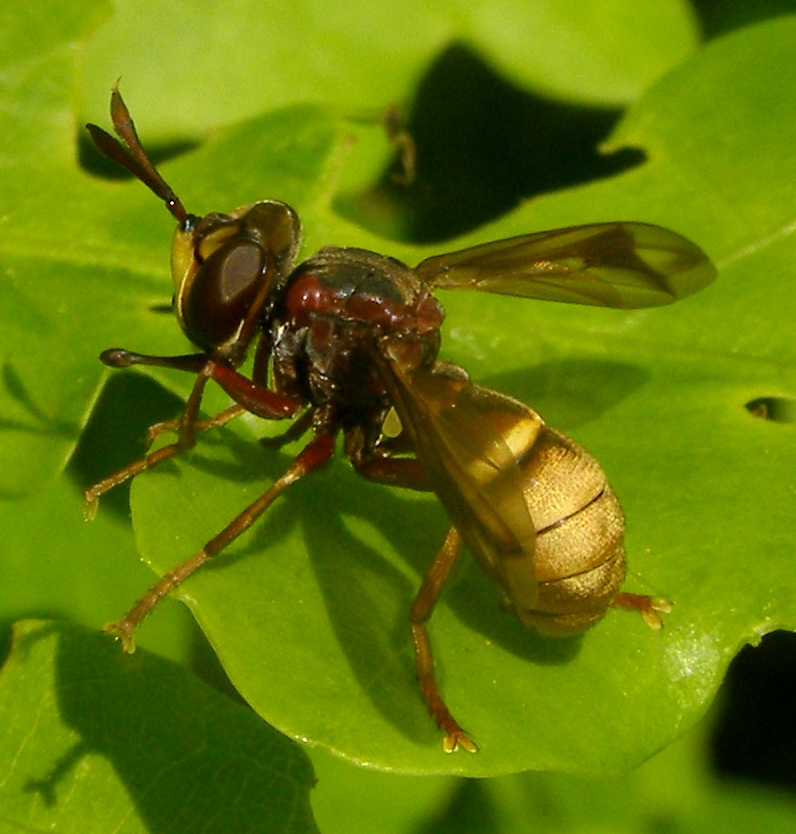
Conops vesicularis

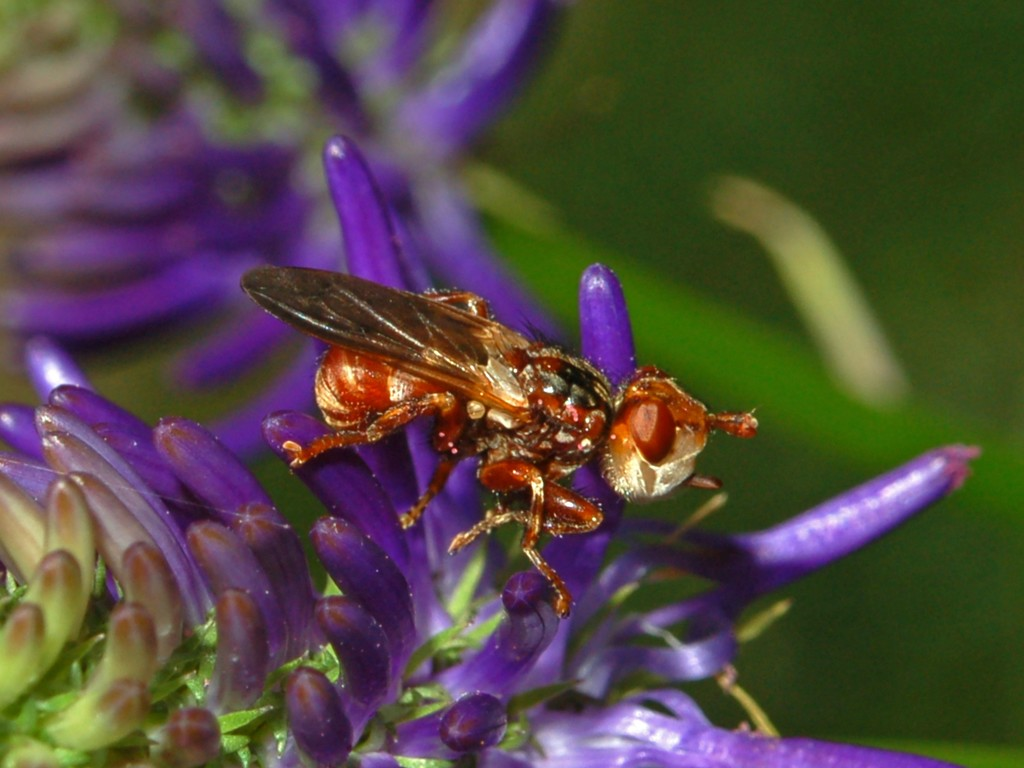
Myopa dorsalis

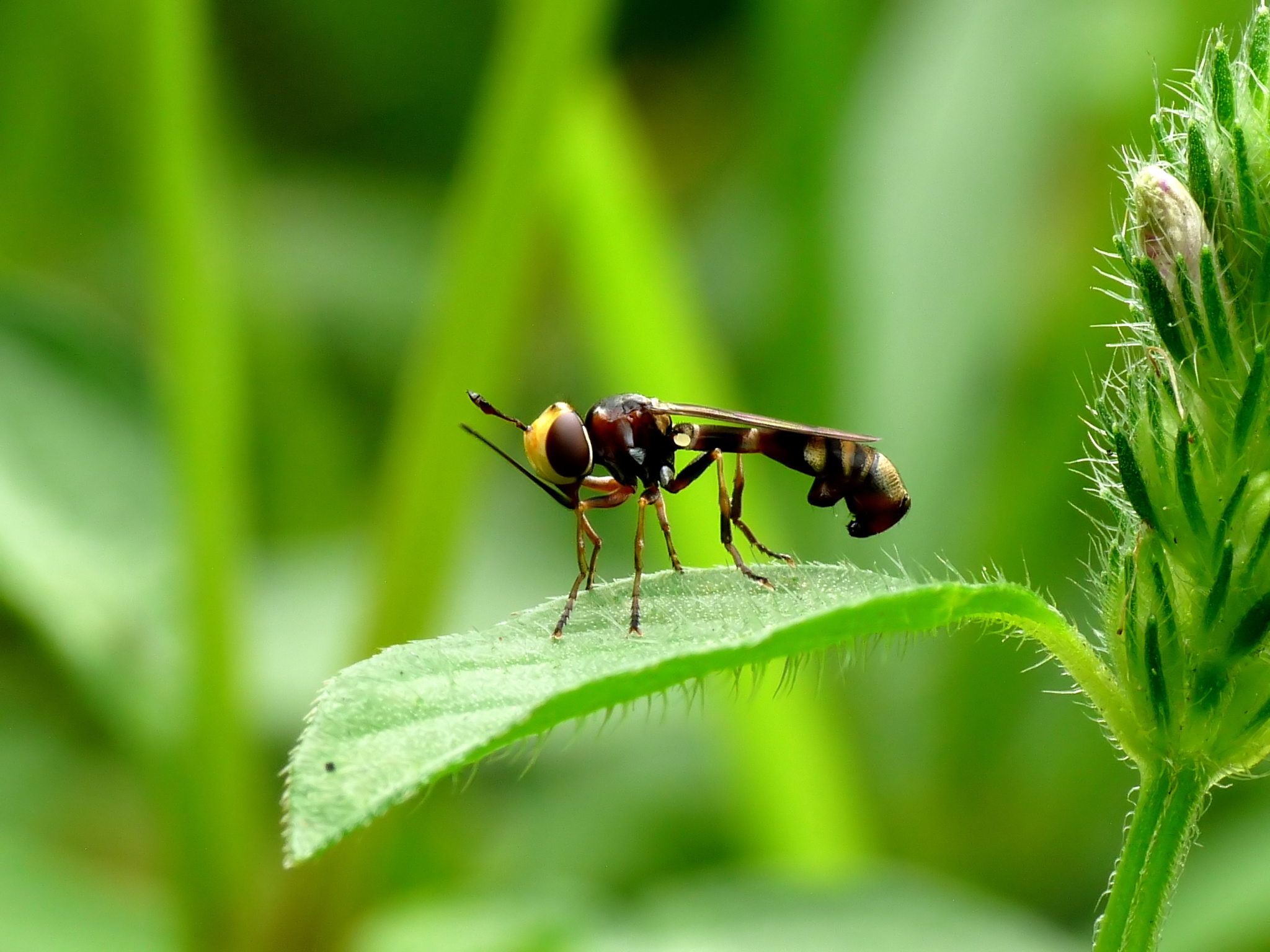
Physocephala vittata

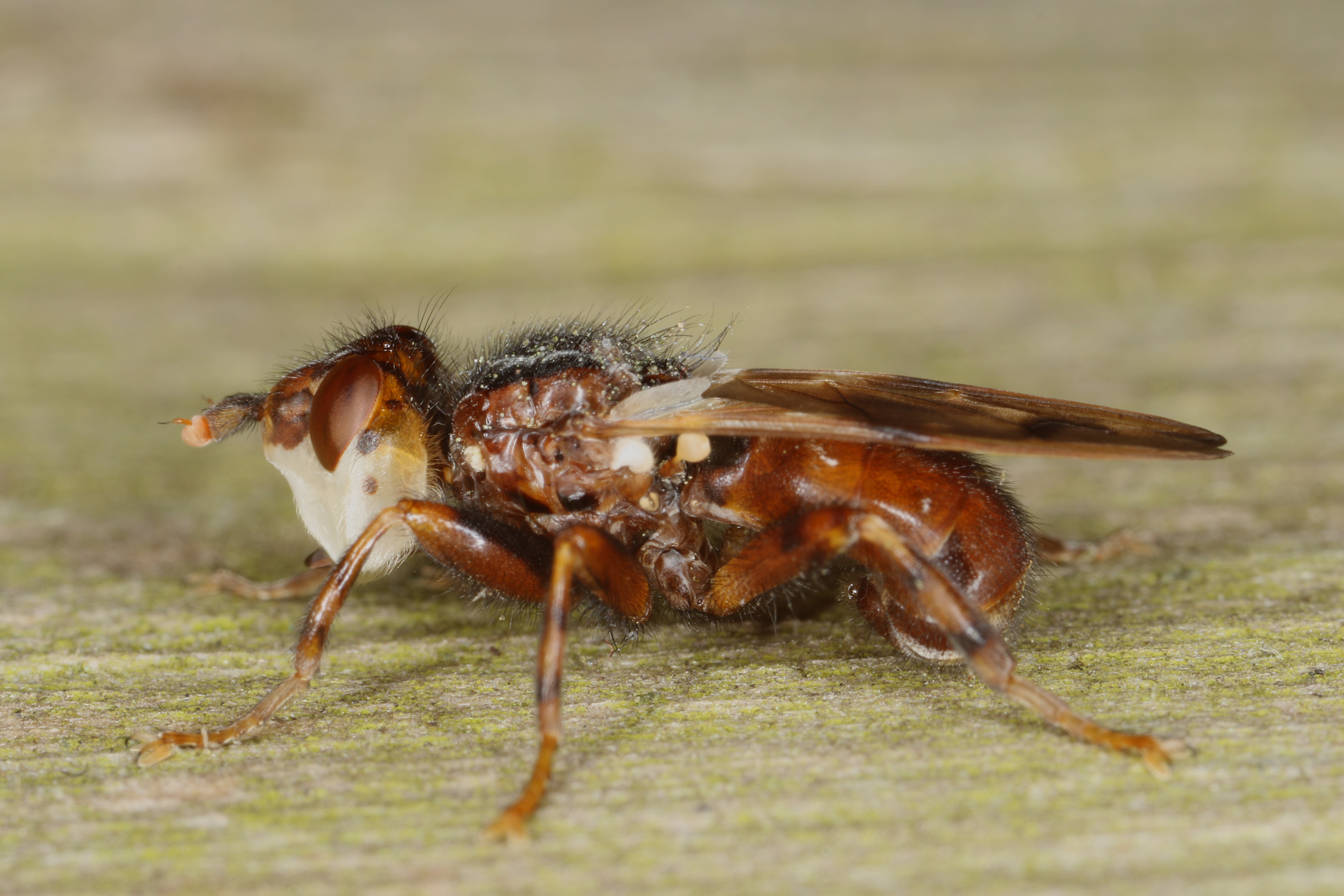
Myopa buccata

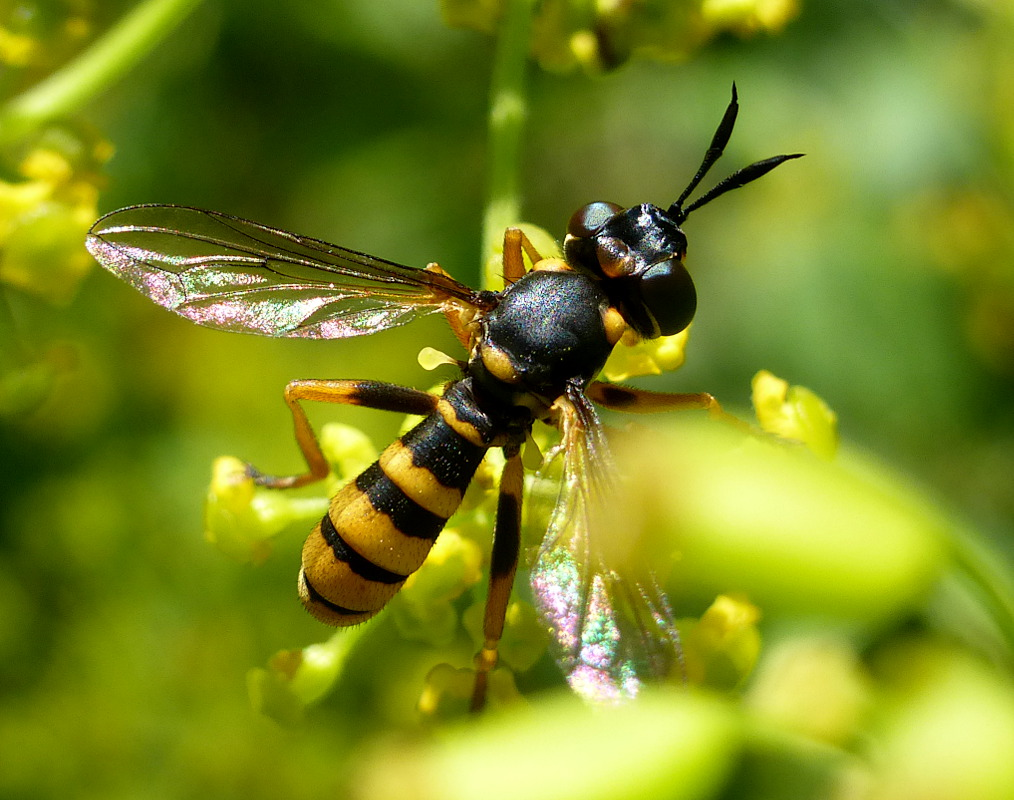
Leopoldius brevirostris

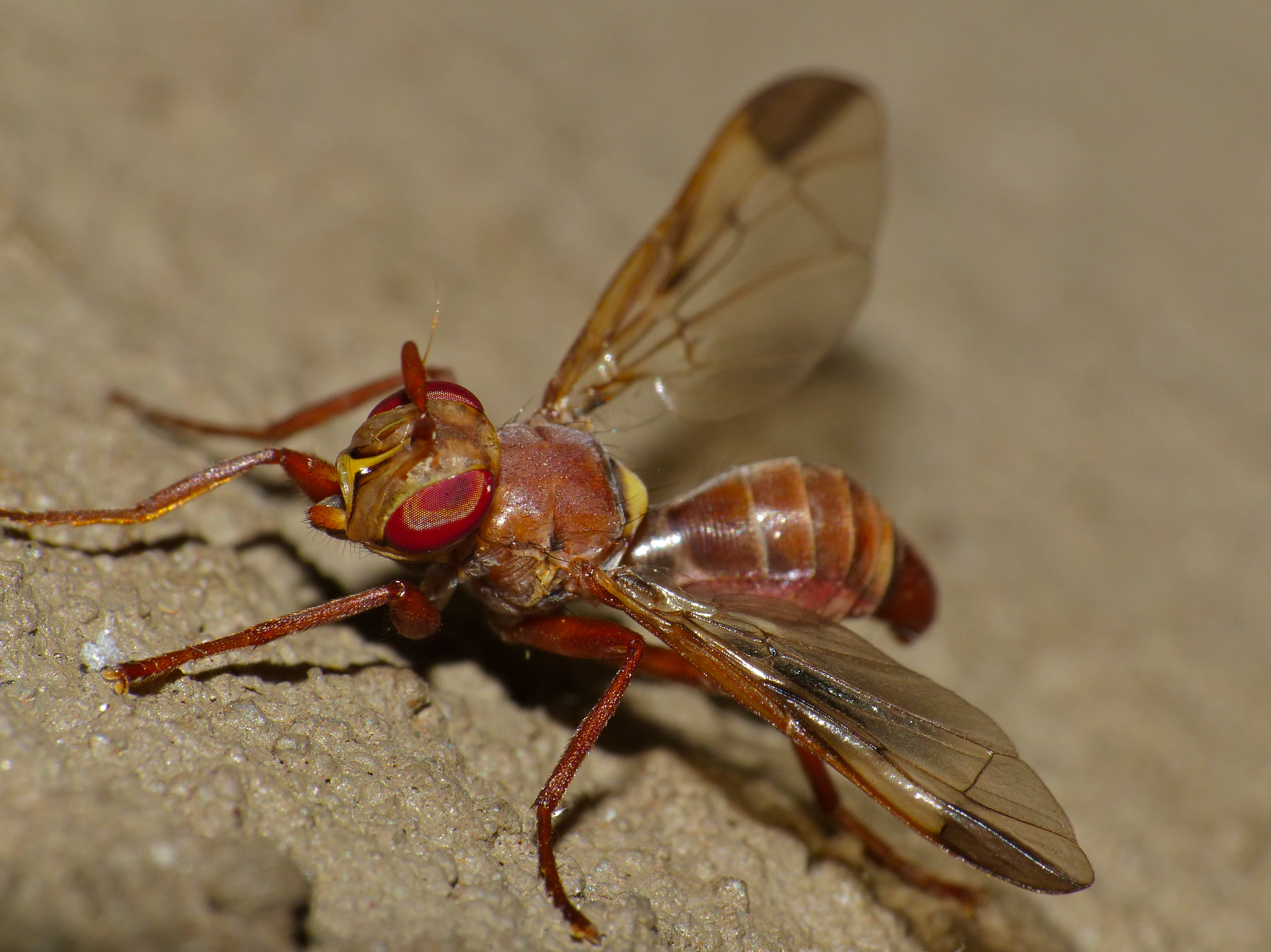
Dacops abdominalis en Afrique du Sud.

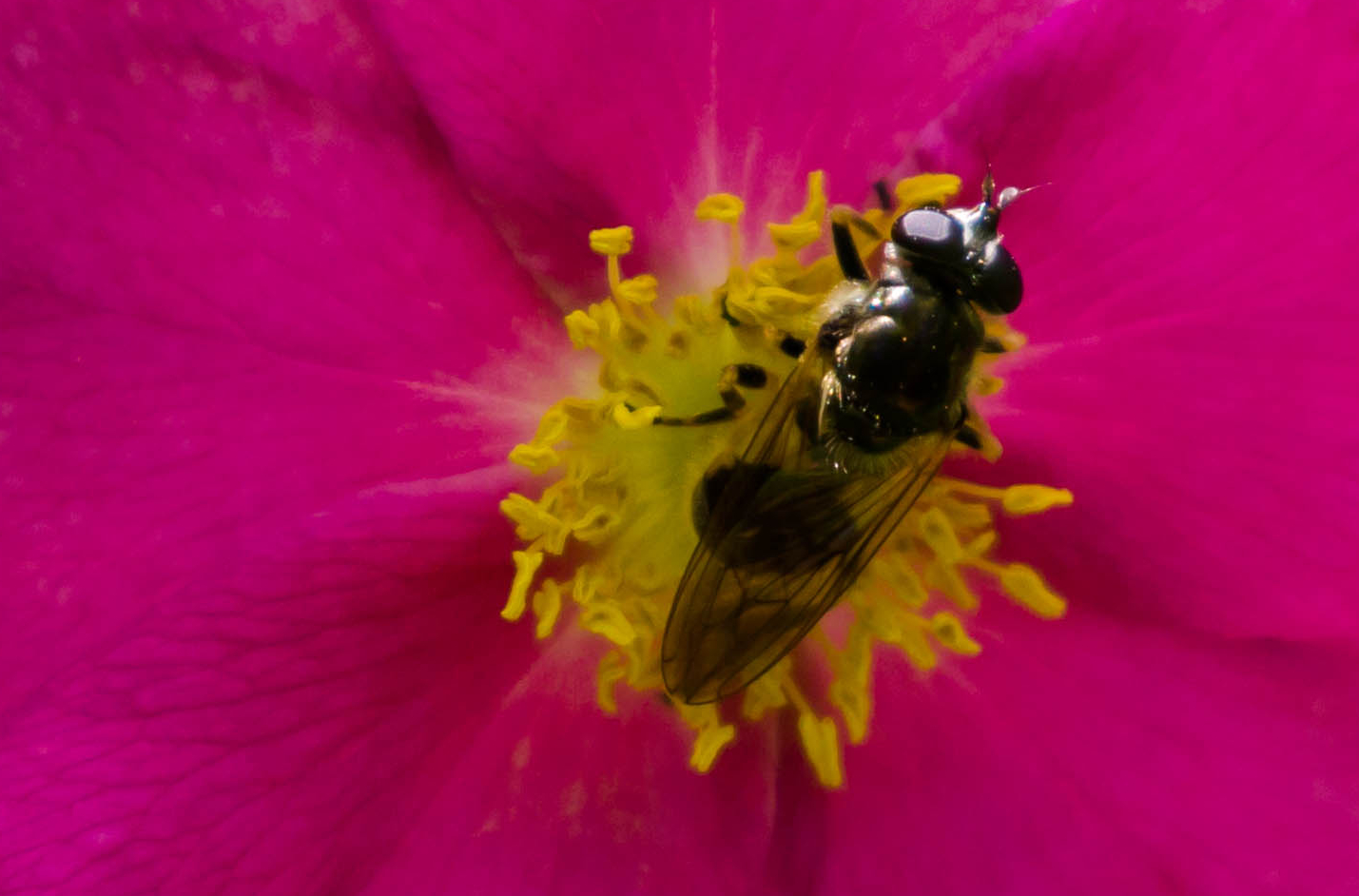
Dalmannia vitiosa

Les bases de la systématique en zoologie sont mises en place par Linnaeus dans son Systema Naturae de 1758 où il décrit quelques espèces du genre Conops. Étymologiquement, ce mot est construit à partir du grec ancien κώνωψ, kônôps (« moustique ») dont l'origine discutée pourrait être un emprunt à un mot égyptien signifiant « mouche ». Aristote emploie parfois ce mot pour désigner la Mouche du vinaigre et d'autres fois pour nommer un insecte qui suce le sang. Hérodote l'utilise dans ce dernier sens, souhaitant désigner une tipule. Ce travail est complété par l'entomologiste Fabricius à la fin du XVIIIe siècle qui dépeint de nombreuses nouvelles espèces classées dans le genre Conops et qui crée le genre Myopa.
En 1802, dans son ouvrage intitulé Histoire naturelle, générale et particulière des crustacés et des insectes, l'entomologiste systématicien Latreille crée la famille des Conopsariae, où il inclut les genres Conops, Myopa, Zodion (qu'il crée), et Stomoxys, ce dernier genre rejoignant plus tard les Muscidae grâce à Macquart.
Par la suite, au XIXe siècle, Say décrit des espèces nord-américaines, Robineau-Desvoidy, celles des environs de Paris tandis que celles des colonies européennes sont explorées par Wiedemann, Bigot (Madagascar et Maghreb), Loew (Afrique et Amérique du Nord) et Macquart (Indomalais et Afrotropiques). En 1829, à partir des collections du British Museum, Stephens redéfinit les bases de la nouvelle famille des Conopidae, suivi par Róndani en 1845 mais elles sont véritablement consolidées par Williston à partir de 1882 avec pour socle les espèces nord-américaines.
Au début du XXe siècle, Meunier décrit le premier spécimen fossile issu de l'ambre de la Baltique. Parallèlement, Brunetti décrit nombre d'espèces afrotropicales et indomalaises, et Chen celles de Chine, tandis que Kröber tente la première approche globale et décrit 20 genres et 200 espèces. À cette même époque, Aldrich et Lopes continuent les travaux de Macquart à propos des Stylogaster et Bohart ceux de Robineau-Desvoidy à propos des Dalmannia. Durant la deuxième moitié du XXe siècle, Camras révise totalement la famille, décrivant une douzaine de genres et sous-genres et 150 espèces néarctiques et afrotropicales. Smith, Chvála, Zimina et Papavero apportent également leur pierre à l'édifice en décrivant respectivement les espèces britanniques, tchécoslovaques, soviétiques et sud-américaines. Smith inventorie également les espèces indomalaises et, en compagnie de Chvála, celles du paléarctique.
En ce début de XXIe siècle, Schneider révise totalement la faune australasienne, créant cinq nouveaux genres et une sous-famille. En 2013, Gibson et Skevington réalisent une étude phylogénique et taxonomique de l'ensemble des Conopidae tandis que Stuke rédige la première révision véritablement exhaustive, publiée en 2017, tout en décrivant deux nouveaux genres et plusieurs nouvelles espèces.

## Description
Les Conopidae sont des diptères brachycères car ils ont des antennes courtes ne dépassant pas 10 articles. Selon certaines classifications, ils sont des Cyclorrhapha car, lors de son émergence, l'adulte découpe une opercule circulaire pour s’extraire de sa pupe. D'autres brachycères, les Orthorrhapha, sortent de leur pupe par une fente. Une autre classification les place dans les Schizophora car, lors de cette émergence, un sac situé sur le front nommé ptiline se gonfle et permet l'ouverture de la pupe. Une fois rétracté, cet organe laisse une cicatrice nommée suture ptilinaire, bien visible chez les Conopidae. Une autre caractéristique majeure de cette famille est le rapport de taille entre la tête et le thorax, en défaveur de ce dernier, si bien que les anglophones, les germanophones et les russophones la nomment littéralement « Mouche à grosse tête » (Thick-headed fly, Dickkopffliegen et Большеголовки).
Ces petites mouches, à l'abdomen souvent rayé de jaune et de noir et au vol agile et rapide, sont proches des Syrphidae, auxquelles elles sont parfois rattachées, particulièrement les Conopinae. Cette couleur qui mime celle des hyménoptères vespiformes pourrait être un avantage acquis au cours de leur évolution, qui les protège de certains prédateurs pour lesquels ces couleurs sont un signe de danger ou de risque (celui d'être piqué par un insecte susceptible d'inoculer un venin).
Les Conopidae se distinguent des Syrphidae par leur proboscis long, mince, raide et courbé en avant depuis la base ainsi que par l'absence de fausse-veine (vena spuria) sur leurs ailes, sauf chez Physoconops (voir illustration).
Les imagos des Conopidae mesurent de 3 à 28 mm de long, ont une tête renflée, plus grosse que le thorax composée de 2 grands yeux écartés et de 3 ocelles, d'une trompe allongée et repliée au moins 1 fois et d'antennes à 3 segments munies d'un arista au troisième segment. Ces antennes peuvent être courtes ou longues suivant les espèces, mais ancrées sur une protubérance et pointant vers l'avant. Dans la sous-famille des Conopinae, cette protubérance est remplacée par un style apical et les ocelles sont absents. Les Conopides ont des ailes longues et étroites et un abdomen fréquemment replié ventralement vers l'avant. L'ensemble du corps est plutôt glabre, sauf dans la sous-famille des Myopinae. L'abdomen est tantôt élancé (Conops, Leopoldius, Sicus), tantôt étranglé à la base chez les Physocephala, ou bien plus trapu (Myopa). Le mâle a tendance à avoir un abdomen plus court avec six segments non modifiés, à l'exception du genre Dalmannia, qui en a cinq. La femelle a sept segments abdominaux visibles, le huitième constituant la pointe de l'abdomen. À l'exception de la sous-famille des Dalmanniinae, le cinquième segment forme un appendice nommé « theca », lui permettant de s'accrocher aux insectes durant le vol afin d'y déposer ses œufs. Chez Myopa et Sicus, cette structure peut être remplacée par une touffe de poils ou de soies. Un ovipositeur bien développé est présent chez les Stylogaster et les Dalmannia,.
L'œuf des Conopidae est allongé, en forme de larme, garni à son extrémité la plus fine de petits poils distincts, sauf dans le genre Stylogaster. Cette structure micropilaire consiste en une courte tige creuse coiffée de brins filamenteux chez Physocephala et Zodion ou d’une sorte d'ancre inversée chez Myopa et Sicus.
La larve, quant à elle, est blanchâtre et lisse et, au troisième stade, rétrécie antérieurement, ce qui lui permet, au moins chez Thecophora, de se nourrir du contenu thoracique via le pétiole de l'hôte. Dans le genre Zodion, tous les stades larvaires ont deux élongations rétractiles, plus petites chez Sicus. De petits trous, appelés spiracles, permettant la respiration, sont bien visibles au troisième stade. Est également présente une paire de "petites dents", situées au niveau des spiracles postérieurs. Elles permettraient à la larve de déchirer les poches ventrales de l'abdomen de l'hôte.
La pupe est généralement robuste, brunâtre, cylindrique et légèrement aplatie ventralement et dorsalement.

## Alimentation et fécondation
Les adultes sont diurnes et floricoles, se nourrissant exclusivement de nectar. Ils se rencontrent sur des plantes habituellement attractives pour les diptères, telles que les Astéracées ou les Apiacées, ou fréquentent les lieux où vivent leurs hôtes. Certaines espèces sont plus spécialisées. Les Conops et Physocephala rufipes apprécient particulièrement les genres Carduus et Senecio. Physocephala nigra est spécialisé dans les Rhododendrons et les Erica ; le genre Zodion préfère Mentha aquatica, les Iberis et les Ranunculus. Le genre Myopa affectionne les fleurs de Crataegus, Allium ursinum et Taraxacum officinale. Le genre Thecophora est assez éclectique et se nourrit de Scabiosa succisa, Hieracium, Veronica, Senecio, etc. Les Conopidae semblent être de bons pollinisateurs,. Au Paraguay, Physoconops asclepiadicola est un important pollinisateur des Asclepiadaceae,. En France, Myopa tessellatipennis entretient une relation particulière avec l'Ophrys précoce des sables d'Olonnes.
La période de vol est relativement brève et essentiellement estivale ; cependant, quelques espèces peuvent peut-être avoir deux générations par an (Conops quadrifasciatus). La fécondation a lieu lorsque la femelle butine, le mâle se positionnant au-dessus d'elle. Le temps de copulation varie de 20 minutes à deux heures.

## Endoparasitisme
Les Conopidae ont pour caractéristique principale le fait que leurs larves sont des endoparasites obligatoires de certains insectes. Les hôtes concernés sont en grande majorité les Diptères (Muscidae, Tachinidae, Syrphidae, Calliphoridae, Isomyia), proies préférées des Stylogaster, et les Apidés (les Abeilles sociales et solitaires, les Bourdons, les Xylocopes, les Megachiles, les Osmies, et les Halictes), les Guêpes sociales et solitaires et les Pompiles. De façon anecdotique, sont également impactées les Fourmis, les Termites, les Blattes, les Lépidoptères et les Orthoptères (Acridides et Grillons). Sur les 808 espèces de Conopidae recensées, il y a 73 espèces dont l'hôte est connu, correspondant à 309 espèces impactées.
Les Conopides femelles en ponte attendent sur la végétation voisine et attaquent les insectes en quête de nourriture avec une frappe très rapide. L'insecte et le Conopide peuvent se rouler par terre dans une lutte violente. Le genre Leopoldius, dans les dernières étapes de la poursuite, peut imiter le vol en zigzag de son hôte. Le genre Stylogaster, quant à lui, a pour habitude unique d’accompagner les raids de fourmis légionnaires afin d'ovipositer les insectes fuyards. Les œufs sont pondus directement sur la toison ou dans l'abdomen des insectes qu'ils cherchent à parasiter. L'œuf agrémenté de son ancre à 4 bras ou de son plumeau s'accroche au corps de l'insecte-cible. Habituellement, un seul œuf est arrimé, mais lorsque 2 ou 3 sont déposés, une seule larve survit. La larve se développe ensuite à l'intérieur de l'abdomen de l'hôte, consommant l'hémolymphe et les organes internes et ingérant les muscles du thorax en passant par le pétiole de l'hôte grâce à un rétrécissement de son corps. Le Conopide s'y nymphose in situ après une dizaine de jours. L'insecte parasité meurt au cours du dernier stade larvaire du parasite. De la dépouille desséchée, émerge enfin un Conopide imago. L'hivernation se fait au stade de nymphe à l'intérieur de l'hôte.
Les Conopidae pourraient être eux-mêmes l'objet d'un endoparasitisme : en 1969, Smith rapporte qu'une quarantaine de Chalcididae sont sortis d'une pupe de Conopide placée dans l'abdomen d'un bourdon.

### Impact
Les Conopides attaquent les insectes en quête de nourriture à l'extérieur du nid, ce qui impose un coût associé à la récolte. De plus, une détérioration physiologique semble se produire au début de l'infestation, ce qui finit par modifier les schémas de butinage. Les individus affectés ont également une durée de vie plus courte, ce qui peut à son tour réduire la croissance des colonies et, à terme, leur succès reproducteur. Cependant, les Conopidés ne peuvent jouer un rôle important pour l'écologie de leurs hôtes que si la fréquence du parasitisme est suffisamment élevée. Une étude suggère à ce propos, que la fréquence des pupes de Conopides est très élevée chez les Bourdons européens et moins important chez les mâles que chez les ouvrières. En moyenne, 13,2% des ouvrières (extrêmes de 0 à 46,7%) et 7,1% des mâles (extrêmes de 0 à 28,6%) contenaient une pupe. Les espèces ayant un cycle de vie précoce comme Bombus pratorum et les princesses ayant un réveil printanier rapide sont moins impactées que celles ayant un cycle purement estival. Aux États-Unis, Zodion fulvifrons est réputé pour les pertes qu'il inflige aux Abeilles domestiques. L'impact économique et écologique le plus important est probablement leur effet néfaste sur les populations de pollinisateurs d'hyménoptères, spécialement les Bourdons,. Les Conopides régulent donc de façon importante les populations d'insectes fortement infectées et fournissent des forces sélectives conséquentes en réduisant la capacité des colonies à produire des sexués en fin d'été.

### Conops vesicularis, prédateur du Frelon asiatique
En 2013, en France, une pupe et une larve de Conops vesicularis furent découvertes dans l'abdomen de deux reines mortes de Frelon asiatique, dont elles avaient ingéré les organes internes. Cela souleva de nombreux espoirs, un endoparasite local pourrait contribuer à endiguer le développement de ce prédateur de l'Abeille domestique. Cependant, les jeunes reines Vespa velutina nigrithorax vivent une forte compétition intraspécifique lors de la fondation de leur nid, ce qui réduit considérablement, in fine, le nombre de ces nids. Par un phénomène de compensation densité-dépendant, des femelles reproductrices en mauvaise santé favorisent localement la fondation d'un plus grand nombre de colonie. De plus, les Conopidae volent surtout en été, de juin à septembre et s'attaquent plus aux ouvrières qu'aux reines, car ces dernières ne sortent plus de leur nid après la naissance des premières ouvrières. C'est pourquoi Conops vesicularis n'est pas un auxiliaire de choix dans cette lutte. Enfin, la présence d'un hôte abondant créé un réservoir d'infection et favorise la multiplication du parasite autochtone, pouvant devenir, par la suite, dangereux pour les hôtes locaux.

## Répartition géographique
Les espèces de la famille des Conopidae se rencontrent sur la totalité des terres émergées, excepté l'Antarctique et les îles du Pacifique. Certaines espèces sont cosmopolites, comme celles de la sous-famille des Myopinae et des genres Zodion et Physocephala, tandis que d'autres présentent un fort endémisme. 13 genres sont propres à l'Australasie. Les 125 espèces du genre Stylogaster ont une distribution quasiment exclusivement néotropicale et afrotropicale, et le genre Tropidomyia est circumtropical. Les genres Sicus, Melanosoma et Myopotta sont tous paléarctiques, et les genres Conops et Dalmannia, holarctiques. Siniconops, quant à lui, est est-paléarctique et indomalais. Enfin, les genres Caenoconops et Pseudophysocephala sont afrotropicaux,.
Les Stylogaster sont probablement originaires des néotropiques et se sont ensuite dispersés dans l'écozone afrotropicale et au delà, tandis que les Conopidae restants sont probablement originaires de l'hémisphère nord.

## Systématique
La famille des Conopidae compte 56 genres et 808 espèces. Sont reconnues deux espèces éteintes de la sous-famille des †Palaeomyopinae et une espèce également éteinte du genre Stylogaster, issues respectivement de fossiles découverts dans l'ambre baltique et dominicaine.
La plupart des clefs d'identification sont régionales ; il n'existe pas aujourd'hui de clef globale. Afin de déterminer le genre et l'espèce, les clés de détermination se basent sur la position de l'arista (un fil de soie émanant de l'antenne), la taille et forme de la trompe au repos, les couleurs et formes du thorax et de l'abdomen ainsi que les nervures de l'aile (cf. cellules R et anale) et les genitalia.
En se basant sur les espèces présentes en URSS, Zimina a divisé chacune des sous-familles des Conopinae et des Myopinae en quatre tribus. Certains des catalogues régionaux y font référence, mais tous avec différents degrés de modification. La classification retenue est celle de Jens-Hermann Stuke, issue de son ouvrage de 2017, Conopidae (Diptera), World Catalogue of Insects pondérée par l'étude de phylogénie et de taxonomie réalisée par Joel F. Gibson et Jeffrey H. Skevington en 2013. Entre parenthèses figure le nombre d'espèces reconnues à cette date.
Sous-famille des Conopinae
- Abrachyglossum (2)
- Aegloconops (1)
- Anticonops (1)
- Archiconops (10)
- Atrichoparia (1)
- Australoconops (29)
- Brachyceraea (1)
- Caenoconops (4)
- Callosiconops (5)
- Camrasiconops (2)
- Conops (139)
- Dacops (2)
- Delkeskampomyia (1)
- Euconops (1)
- Heteroconops (5)
- Jelte (1)
- Leopoldius (9)
- Macroconops (2)
- Mallochoconops (1)
- Microbrachyceraea (2)
- Microconops (7)
- Neobrachyceraea (3)
- Neobrachyglossum (1)
- Neoconops (3)
- Physocephala (109)
- Physoconops (64)
- Pleurocerina (16)
- Pleurocerinella (8)
- Pseudophysocephala (32)
- Schedophysoconops (1)
- Setosiconops (3)
- Siniconops (11)
- Smartiomyia (5)
- Stenoconops (1)
- Tammo (1)
- Tanyconops (3)
- Tropidomyia (6)

Sous-famille des Dalmanniinae
- Baruerizodion (1)
- Dalmannia (12)

Sous-famille des Myopinae
- Carbonosicus (1)
- Melanosoma (4)
- Merziella (1)
- Myopa (44)
- Myopotta (3)
- Paramyopa (2)
- Pseudoconops (1)
- Pseudomyopa (2)
- Scatoccemyia (1)
- Sicus (9)
- Thecophora (39)

Sous-famille des Notoconopinae
- Notoconops (1)

Sous-famille des † Palaeomyopinae
- † Palaeomyopa (2)

Sous-famille des Stylogastrinae
- Stylogaster (125)

Sous-famille des Zodioninae
- Parazodion (2)
- Zodiomyia (1)
- Zodion (62)

## Espèces européennes
En Europe, la famille des Conopidae compte 15 genres et 84 espèces, comprises dans 3 sous-familles dont 60 espèces en France. Cette liste provient de Fauna Europaea, pondérée par le jeu des synonymies de Jens-Hermann Stuke.
Abrachyglossum
- Abrachyglossum capitatum (Loew, 1847)

Brachyceraea
- Brachyceraea brevicornis (Loew, 1847)

Conops
- Conops ceriaeformis Meigen, 1824
- Conops elegans Meigen, 1824
- Conops flavicauda (Bigot, 1880)
- Conops flavifrons Meigen, 1824
- Conops flavipes Linnaeus, 1758
- Conops insignis Loew, 1848
- Conops maculatus Macquart, 1834 (statut incertain)
- Conops quadrifasciatus De Geer, 1776
- Conops rufiventris Macquart, 1849
- Conops scutellatus Meigen, 1804
- Conops silaceus Wiedemann in Meigen, 1824
- Conops strigatus Wiedemann in Meigen, 1824
- Conops vesicularis Linnaeus, 1761
- Conops vitellinus Loew, 1847
- Conops weinbergae Camras & Chvála, 1984

Dalmannia
- Dalmannia aculeata (Linnaeus, 1761)
- Dalmannia dorsalis (Fabricius, 1794)
- Dalmannia marginata (Meigen, 1824)
- Dalmannia punctata (Fabricius, 1794)

Leopoldius
- Leopoldius brevirostris (Germar, 1827)
- Leopoldius calceatus (Rondani, 1857)
- Leopoldius coronatus (Rondani, 1857)
- Leopoldius diadematus Rondani, 1845
- Leopoldius signatus (Wiedemann in Meigen, 1824)
- Leopoldius valvatus Kröber, 1914

Melanosoma
- Melanosoma bicolor (Meigen, 1824)
- Melanosoma bellum Kröber, 1927
- Melanosoma mundum Czerny, 1909
- Melanosoma nigritarse Strobl, 1902

Merziella
- Merziella longirostris (Lyneborg, 1962)

Myopa
- Myopa argentata Stuke, 2005
- Myopa buccata (Linnaeus, 1758)
- Myopa clausseni Stuke & Clements, 2008
- Myopa curtirostris Kröber, 1916
- Myopa dorsalis Fabricius, 1794
- Myopa fasciata Meigen, 1804
- Myopa hirsuta Stuke & Clements, 2008
- Myopa mixta Frey, 1958
- Myopa morio Meigen, 1804
- Myopa occulta Wiedemann in Meigen, 1824
- Myopa palliceps (Bigot, 1887)
- Myopa pellucida Robineau-Desvoidy, 1830
- Myopa picta Panzer, 1798
- Myopa polystigma Rondani, 1857
- Myopa stigma Meigen, 1824
- Myopa tessellatipennis Motschulsky, 1859
- Myopa testacea (Linnaeus, 1767)
- Myopa variegata Meigen, 1804
- Myopa vicaria Walker, 1849

Myopotta
- Myopotta pallipes (Wiedemann in Meigen, 1824)
- Myopotta rubripes (Villeneuve, 1909)

Neobrachyglossum
- Neobrachyglossum punctatum Kröber, 1915

Physocephala
- Physocephala antiqua (Wiedemann, 1830)
- Physocephala biguttata von Röder, 1883
- Physocephala chrysorrhoea (Meigen, 1824)
- Physocephala lacera (Meigen, 1824)
- Physocephala nigra (De Geer, 1776)
- Physocephala pusilla (Meigen, 1824)
- Physocephala rufipes (Fabricius, 1781)
- Physocephala texana (Williston, 1882)
- Physocephala vaginalis (Rondani, 1865)
- Physocephala variegata (Meigen, 1824)
- Physocephala vittata (Fabricius, 1794)

Sicus
- Sicus abdominalis Kröber, 1915
- Sicus alpinus Stuke, 2002
- Sicus caucasicus, Zimina, 1963
- Sicus ferrugineus (Linnaeus, 1761)
- Sicus fusenensis Ôuchi, 1939
- Sicus nigritarsis Zimina, 1975

Thecophora
- Thecophora atra (Fabricius, 1775)
- Thecophora bimaculata (Preyssler, 1791)
- Thecophora cinerascens (Meigen, 1804)
- Thecophora distincta (Wiedemann in Meigen, 1824)
- Thecophora fulvipes (Robineau-Desvoidy, 1830)
- Thecophora jakutica Zimina, 1974

Tropidomyia
- Tropidomyia aureifacies Kröber, 1915

Zodion
- Zodion andersoni Kröber, 1936
- Zodion caesium Becker, 1908
- Zodion cinereum (Fabricius, 1794)
- Zodion erythrurum Rondani, 1865
- Zodion hispanicum Stuke, 2014
- Zodion nigritarsis (Strobl, 1902)

Profils de genres de Conopidae courants
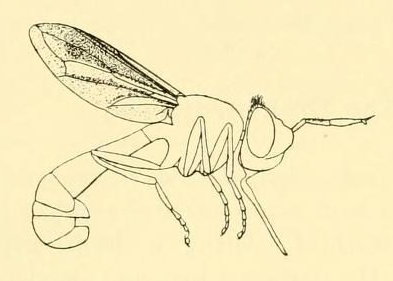
Conops
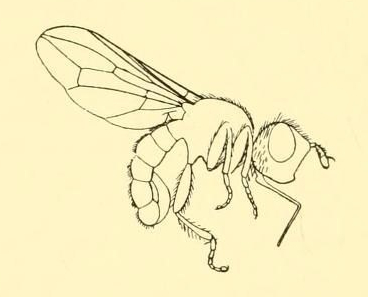
Dalmannia
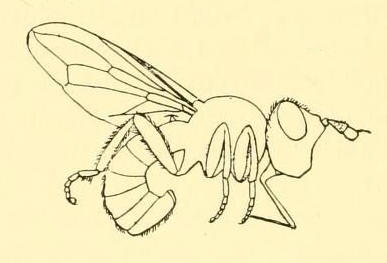
Myopa
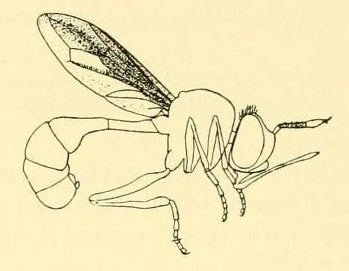
Physocephala
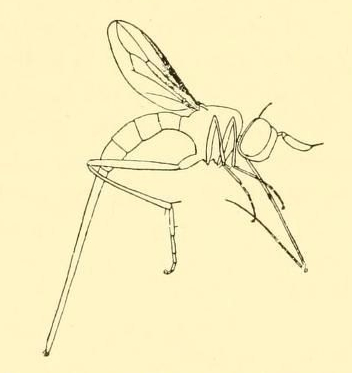
Stylogaster
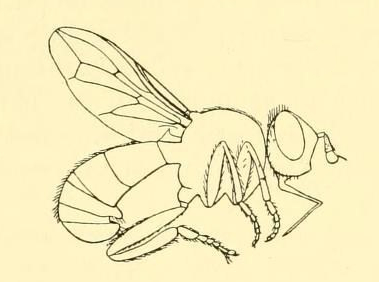
Thecophora
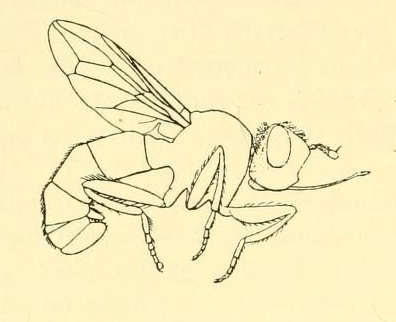
Zodion